# Сардина

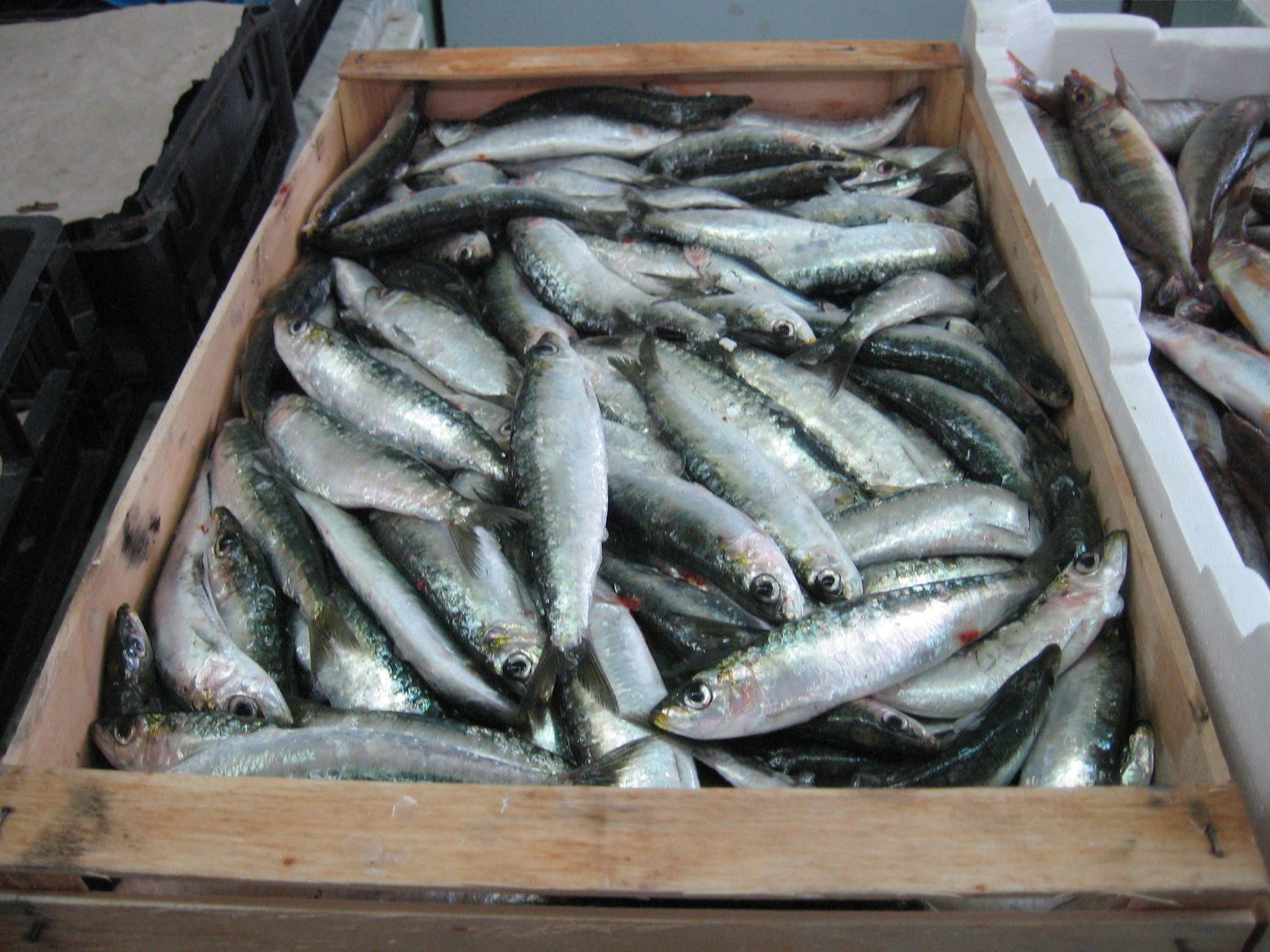
Улов сардин

Сардина — промысловое название трёх родов рыб семейства сельдевых — сардина пильчарда (Sardina), сардинопс (Sardinops) и сардинелла (Sardinella). Термин может происходить от названия средиземноморского острова Сардиния, вокруг которого когда-то было много сардин. Изображение сардины используется в геральдике (негеральдические фигуры). Все виды сардины обладают жирным и питательным мясом и имеют большое промысловое значение.

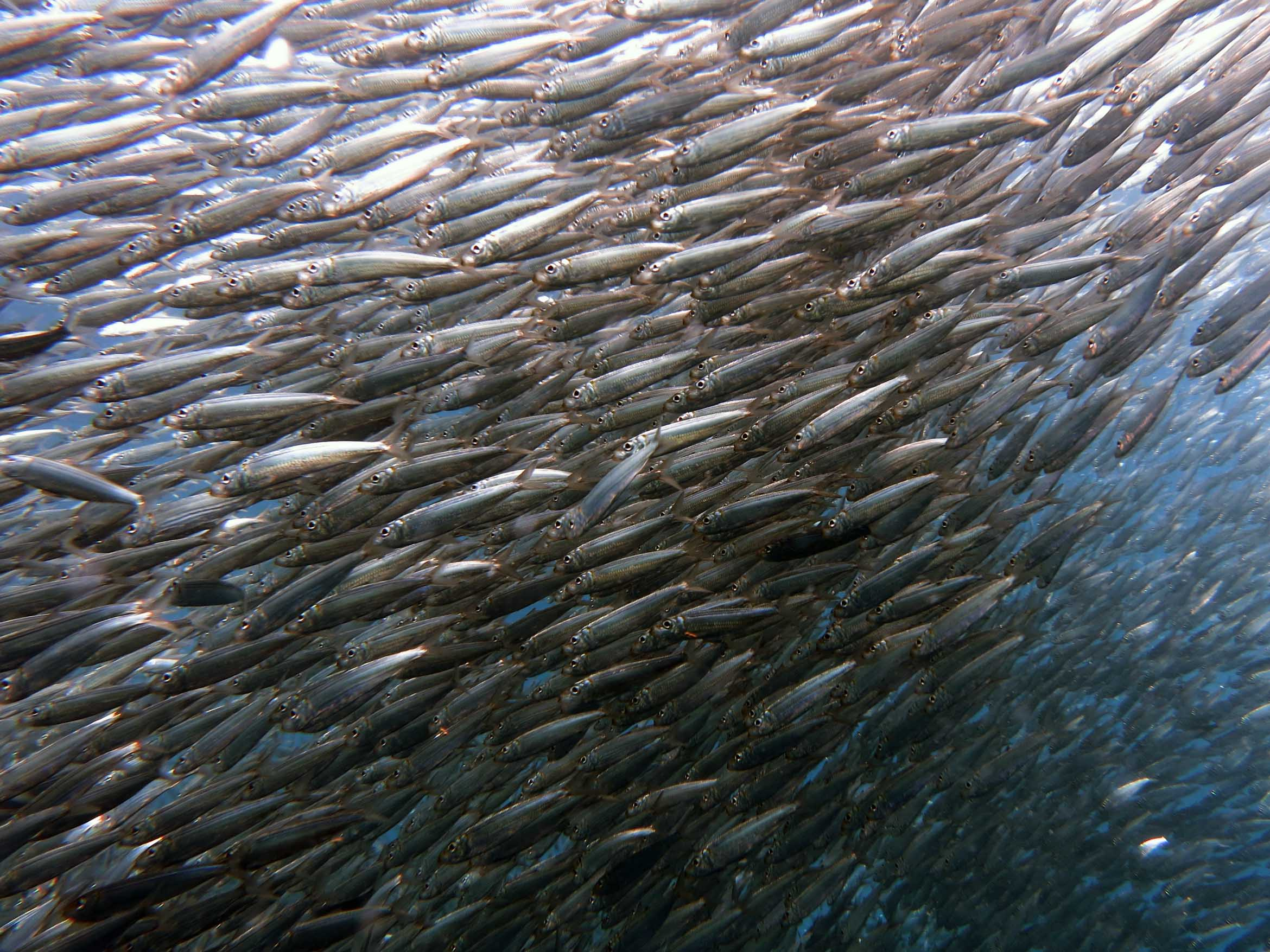
Косяк сардин

Сарделька, или сардель (от sardella) — устаревшее название сардины.
Для этих рыб характерны массовые миграции: до 5 млрд рыб собираются в одну большую стаю длиной более 7 километров и следуют за холодным течением. Одна из загадок природы — ежегодная миграция сардин вдоль восточного побережья Южной Африки; эти стаи преследуются тысячами дельфинов, акул, китов, птиц. Феномен уникален и происходит только в провинции ЮАР Наталь.

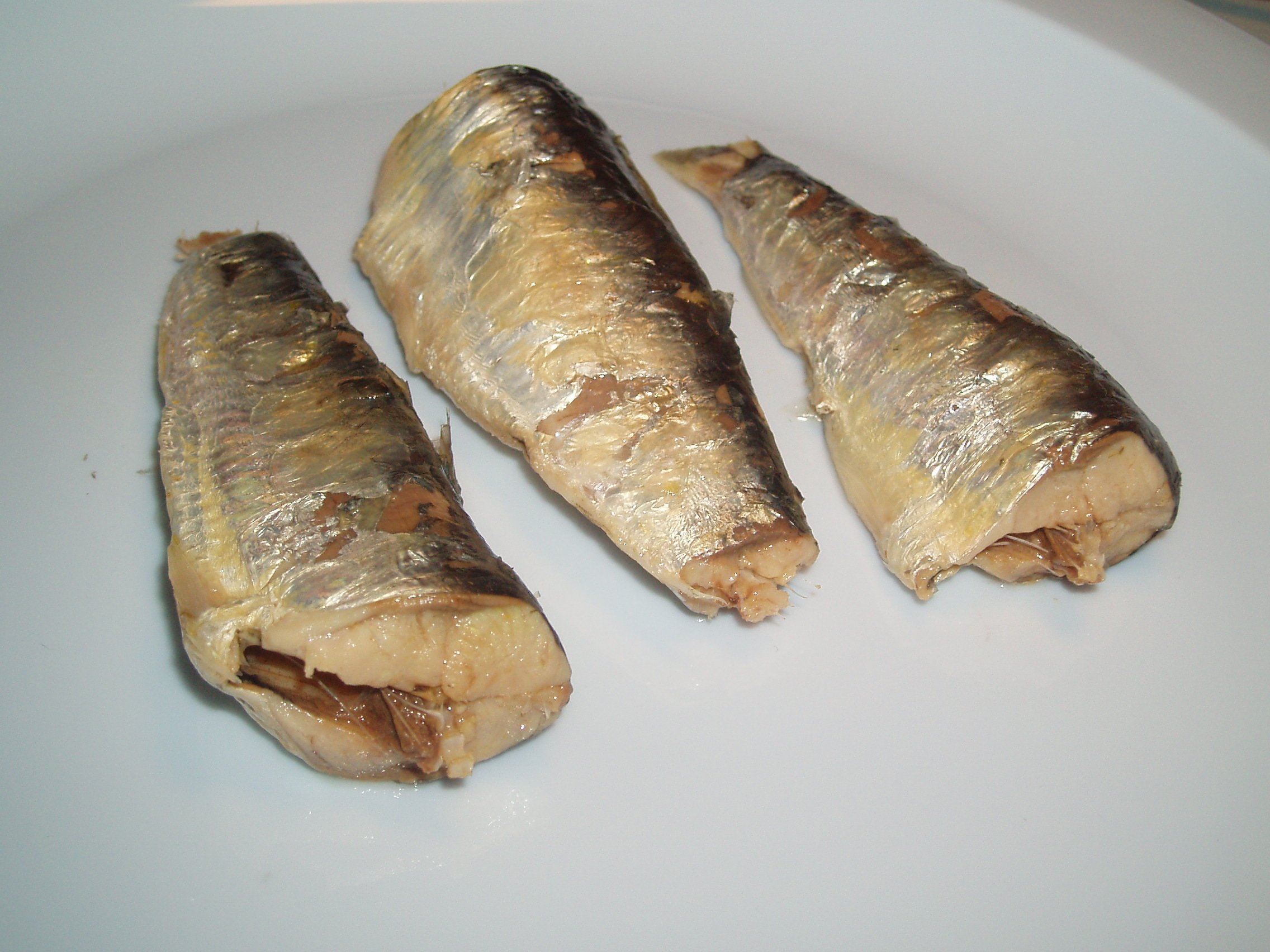
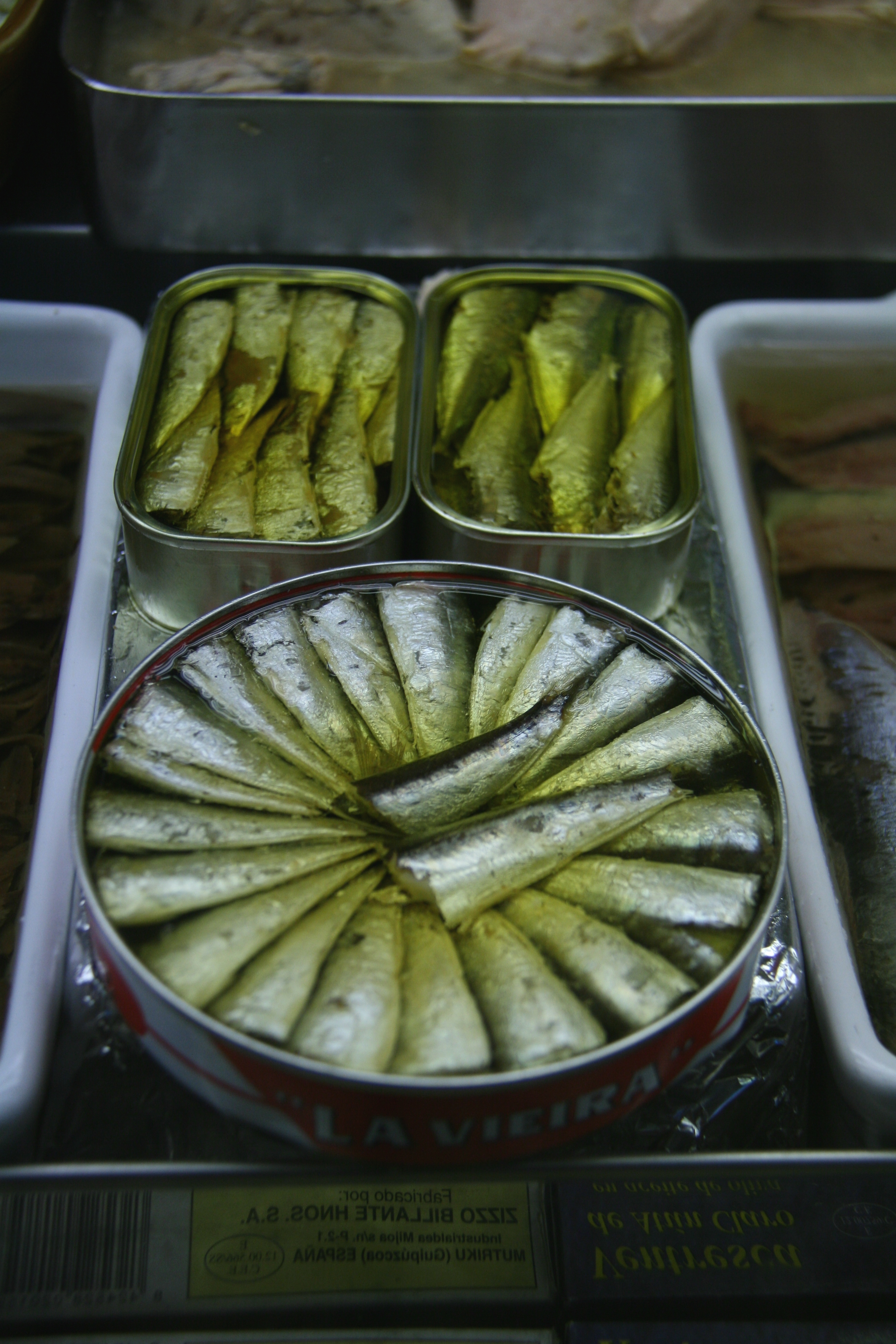
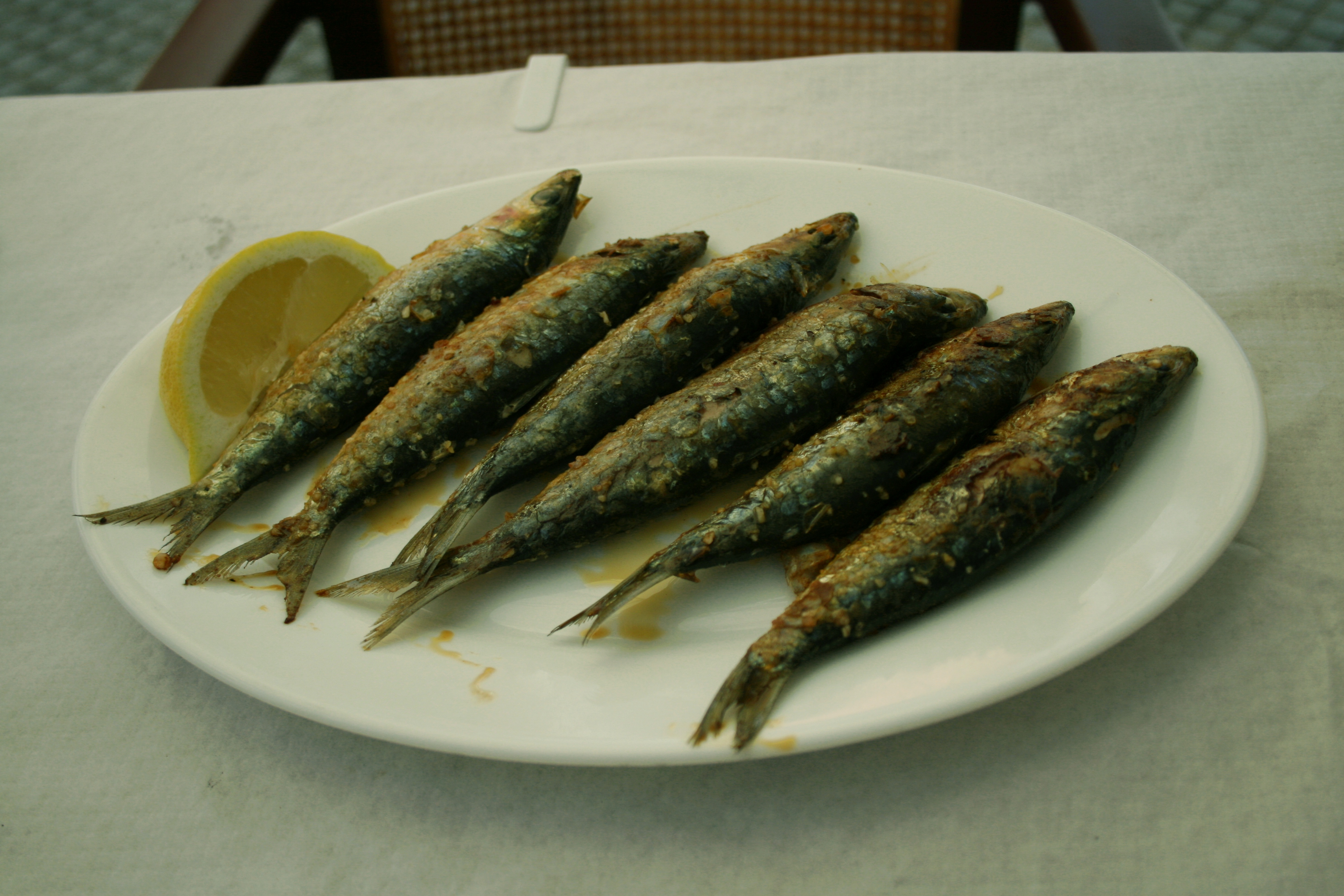